# Stephanie Scully
Stephanie Jo "Steph" Scully (apellido de soltera: Scully, anteriormente Hoyland & Rebecchi), es un personaje ficticio de la serie de televisión australiana Neighbours, interpretada por el actriz australiana Carla Bonner desde el 21 de octubre de 1999, hasta el 24 de noviembre de 2010. Carla regresó a la serie el 15 de abril de 2013 y su última aparición fue el 27 de mayo del mismo año. Carla regresó a la serie el 2 de octubre del 2015 y su última aparición fue el 7 de junio del 2018.

## Antecedentes
Stephanie llegó a la calle Ramsay con sus padres Lyn y Joe Scully y con sus dos hermanas menores Felicity y Michelle. Al inicio Steph era un poco marimacho con una pasión por la mecánica y las motos. Es muy buen amiga de Libby Kennedy, sin embargo la relación de ambas se destruye cuando Libby se entera de que Steph la traicionó y se acostó con su esposo Dan y que el bebé que está esperando es de él y no de Toadie como le habían hecho creer a todos. Poco después Libby la perdona, incluso la defiende durante el juicio por la muerte de Ringo.

## Biografía
En 1999 a su llegada a Erinsborough ayudó a Steph a superar su relación fallida con Larry "Woody" Woodhouse quien recientemente había sido encarcelado por haber participado en un robo a mano armada.
Pronto llamó la atención de Toadfish Rebecchi y Lance Wilkinson, sin embargo ella se enamoró de Drew Kirk, pero tuvo que ocultar sus sentimientos cuando Drew se enamoró de su mejor amiga Libby Kennedy. Poco después Steph se convirtió en aprendiz de mecánico en Carpenter's Mechanics.
Más tarde cuando Steph y Libby paseaban en moto fueron golpeadas por el coche de Brendan Bell, Steph solo salió con un desgarro de ligamentos pero Libby quedó en condición crítica. Esto ocasionó que Steph se deprimiera y culpara por lo sucedido y decidió vender su moto. Después de recuperarse en el hospital y enterarse de que era muy probable que no pudiera llevar a término un embarazo Libby rompió con Drew y Steph se acercó más a él. Pero Drew todavía amaba a Libby y poco después regresaron y se casaron. 
Más tarde Steph comenzó una relación con Marc Lambert y se comprometieron, sin embargo durante la boda Marc comenzó a tener problemas con sus votos y cuando miró a Felicity, Steph se dio cuenta de que Marc la estaba engañando con su hermana, por lo que rompió con él y durante mucho tiempo no pudo perdonar a su hermana.
Después de que su abuelo Charlie muriera, Steph fue culpada por su muerte ya que estaba sentada con él cuando murió por lo que fue arrestada y encontrada culpable, pero se le dio una sentencia suspendida.
Poco después de su llegada Summer Hoyland se hizo amiga de Steph y la vio como una perfecta madrastra e intentó juntarla con su padre Max. Cuando Steph y Max se conocieron se dieron cuenta de que tenían mucho en común y comenzaron una relación, sin embargo el otro hijo de Max, Boyd Hoyland creía que Steph estaba tratando de reemplazar a su madre, por lo que se separaron y Steph decidió irse de Erinsborough sin embargo cuando se dio cuenta de que había cometido un error regresó con Max, le propuso matrimonio y poco después se casaron.
Después de ir al hospital descubrió que tenía cáncer de mama y se sometió a una operación para extirpar las células cancerosas y tomó varias sesiones de quimioterapia, poco después los doctores le dijeron que había mejorado.
Cuando se enteró de que estaba embarazada comenzó a tener sueño acerca de Drew y pensó que el cáncer había regresado. Sin embargo se negó a tomar el tratamiento por miedo a que este le hiciera daño a su bebé. Steph comenzó a comentarse de manera errática y en cierto momento llegó a secuestrar a su hermano menor. Luego se descubrió que no había regresado el cáncer y que su comportamiento errático y sueños los causaba una fiebre. Poco después de dar a luz a su primer hijo Charlie Hoyland, Steph comenzó su tratamiento y mejoró.
Cuando Max atropelló y mató a Cameron Robinson, su hermana Elle decidió tomar venganza y ocasionó varios eventos para que Max creyera que estaba perdiendo la cordura, lo que lo llevó a irse de Erinsborough e internarse en un psiquiátrico. La partida de Max dejó a Steph devastada, cuando Max regresó decidió intentar ganarse de nuevo a Steph pero cuando se dio cuenta de que las cosas no iban a cambiar se fue de nuevo para tomar un trabajo en una plataforma petrolera. 
Poco después Steph comenzó a sentirse atraída hacia Toadie y comenzaron a salir, más tarde Toadie le pidió matrimonio, pero el día de la boda cuando Toadie vio que ha Steph se le dificultaba leer sus votos se dio cuenta de que no lo amaba, se sintió avergonzado y se fue.
Steph comenzó a salir con el bombero local Jay Duncan quien pronto se convirtió en una figura paterna para Charlie. Mientras se encontraban en un pícnic comenzó un incendio el cual causó la muerte de Marco Silvani. Cuando Toadfish comenzó a sospechar de Jay este le echó la culpa a Callum Jones de haber iniciado el fuego, por lo que Toadie comenzó a investigar y descubrió que Jay ya había estado en varias situaciones en donde había salvado a madres jóvenes de varios incendios que misteriosamente y de manera sospechosa habían iniciado.
Cuando Jay se enteró de que había sido descubierto secuestró a Seph y Charlie llevándolos a una cabaña aislada, pero ambos fueron rescatados por Toadie. Poco después Jay se apareció en casa de Toadie y durante una lucha apuñaló a Steph, quien fue llevada a un hospital donde se recuperó y Jay fue detenido.
En el 2009 Steph comenzó una corta relación con Greg Michaels, pero esta se terminó cuando se enteró de que Greg era el esposo de la Doctora Verónica Olenski, quien la había atendido cuando dio a luz a Charlie. Poco después Steph se ofreció para convertirse en sustituta para el bebé de Libby, pero cuando Karl la obligó a decirle a Libby que esto podría ocasionar que su cáncer de mama regresara Libby rechazó su oferta.
Después de que Bridget Parker estuviera en un accidente automovilístico que le ocasionó la muerte, Steph pensó que ella había sido la culpable ya que ella había reparado el coche, sin embargo luego se reveló que el verdadero responsable del accidente había sido Johnno Brewer quien pensando que el carro era de Lucas Fitzgerald, manipuló el coche.
Durante una fiesta Steph termina durmiendo con Dan Fitzgeraldl, el esposo de su amiga Libby, este sintiéndose culpable se fue de Erinsboroguh. Cuando Steph se enteró de que Lucas había tenido un accidente en moto, rápido fue al hospital a visitarlo; poco después Lucas le dice a Steph que la ama pero ella lo rechaza ya que se siente culpable por lo que pasó con Dan. Cuando Lucas le dice de nuevo que la ama Steph le revela que ella también, pero unos días más tarde Steph repentinamente abandona la calle Ramsay dejando a Lucas confuso. 
Steph le dice a Toadie que se reúna con ella, luego de encontrarse Steph le revela lo que pasó y que está embarazada de Dan. Toadie que en ese momento sale con Sonya Mitchell, decide ayudarla y a su regreso ambos dicen que están saliendo de nuevo. Sonya y Lucas se sienten traicionados y enojados tanto por Steph y Toadie, que Lucas llega a golpearlo. Ambos se mudaron juntos mientras que intentaban mantener el embarazo en secreto, cuando Steph comienza a tener dolores en el estómago y va al hospital se entera de que es un niño. 
Cuando Lucas tiene un accidente en el garaje y el líquido de la batería se derrama Steph trata de no respirar el humo y llama una ambulancia, cuando los paramédicos le preguntan si está embarazada ella les dice que sí y Lucas lo oye. En el hospital Lucas enfrente de Lyn, Summer, Libby y Susany Karl le pregunta cómo está el bebé, por lo que ella se ve obligada a decirles que está embarazada y que el padre es Toadie. 
Cuando se madre descubre el DVD del ultrasonido se da cuenta de que el bebé que espera Steph no coincide con el tiempo que lleva saliendo con Toadie. Más tarde mientras discute con su madre Steph le confiesa que el verdadero padre del su bebé es Dan. Cuando Lyn trata de interferir y tomar el control de la situación, Toadie le dice a Steph que deberían casarse, al inicio Lyn se niega pero luego acepta la idea pensando en que después de la boda Steph podría enamorarse de Toadie.
Ambos planean que después de casarse esperarán seis meses y se separaran. Al no soportar la situación Sonya decide irse, por lo que Steph le revela la verdad acerca de su embarazo, el verdadero padre de su bebé, que la boda es una farsa y que Toadie la sigue amando, por lo que se queda. El día de la boda durante la recepción Libby ve a Toadie besando a Sonya y comienza a cuestionarlo y le dice a Steph lo que vio, pero ella le dice que Toadie ya se lo había dicho.
Más tarde cuando Paul Robinson descubre la verdad acerca del verdadero padre del bebé de Steph, decide poner una grabación en la radio local en donde Steph le dice a Dan que él es el padre del bebé que está esperando. Cuando Libby lo escucha reacciona muy mal, ya que no puede creer que su "mejor amiga" se haya acostado con su esposo, por lo que la ataca públicamente y le dice que no quiere saber más de ella, por lo que su relación se destruye.
Poco después Steph intenta por todos los medios que Libby la perdone, pero esta no acepta sus disculpas y le dice que ya no es más su amiga. Después de que Ben vaya a casa de Steph para que le diga que está pasando, Libby va a buscarlo y cuando llega comienza a discutir con Steph quien se desmaya y Libby decide irse sin ayudarla.
En el hospital Karl Kennedy le dice a Steph que tiene la presión alta pero que estará bien. Ahí mismo Steph llama a Lucas y se disculpa por todo lo que le hizo sufrir este le dice que Dan quiere ser parte de la vida del bebé. Poco después Steph intenta hablar con Libby de nuevo pero esta le dice que su amistad no significa ya nada para ella, por lo que Steph decide irse por un tiempo y se va a visitar a su padre.
Durante su visita Steph da a luz a su segundo hijo, sin embargo a su regreso a Erinsborough decidió no quedarse con el bebé y dárselo a Dan, quien se lo llevó con él.
Más tarde Steph se reencuentra con su antiguo y problemático exnovio Woody y comienza a salir con él, a pesar de que Lyn le pide a Steph que no lo vea más no la escucha, poco después Steph comienza a sufrir de depresión post-natal cuando Lyn le pide a Libby que la ayude, esta va a hablar con Steph a quien encuentra tomada, después de pelear con Libby, Steph se sube a su moto y comienza a manejar a toda velocidad. Steph termina atropellando a Ringo Brown, quien se encontraba con Declan Napier y Kate Ramsay comprando panecillos para celebrar su primer aniversario de bodas con Donna Freedman; luego de que este salvara a Kate de ser ella la atropellada.
Más tarde en el hsopital Ringo muere a causa de sus heridas y cuando Steph se despierta se da cuenta de que golpeó a alguien, poco después descubre que la persona a la que atropelló fue a Ringo y que este murió por lo cual queda devastada y más tarde es acusada por asesinato, luego de que descubrieran que había alcohol en su sistema.
Pronto con el regreso de Samantha "Sam" Fitzgerald a Erinsborough, quien está determinada en hacer pagar a Steph por haber tenido un bebé con Dan se une a Paul Robinson para meterla en la cárcel por la muerte de Ringo. Un día antes de que fueran a la corte y conocer la decisión de los jueces, Lucas le dice a Steph que la ama y que huya con él, sin embargo ella decide quedarse y enfrentar las consecuencias de sus actos.
Durante el último día del juicio de Steph, Sam llama al estrado a Libby quien decidida a proteger a su amiga miente acerca del día del accidente, diciendo que no había nada de que preocuparse con respecto al estado de Steph, quien se queda sorprendida por lo dicho por Libby. Sam al darse cuenta de la reacción de Steph ataca a Libby quien incapaz de seguir mientiendo dice la verdad y para sorpresa de todos los presentes Steph es condenada a pasar seis años en prisión por la muerte de Ringo sin opción de pedir libertad condicional hasta dentro de dos años. Posteriormente Steph es llevada a la cárcel y se da un último abrazo con su amigo Toadie.
Steph regresó a Erinsborough en 2013 cuando se entera de que su exnovio Lucas Fitzgerald está comprometido con Vanessa Villante y que tiene un hijo Patrick Fitzerald se pone celosa e intenta separarlos, cuando Vanessa se da cuenta de lo que Steph hace le dice a Lucas que escoja pero él no cree que Steph intente separarlos, poco después Lucas escoge a Vanessa por lo que Steph secuestra a Patrick, cuando Toadie le dice a Lucas que Steph había sufrido un colapso mientras se encontraba en prisión y había dejado de tomar sus pastillas se da cuenta de que lo que le decía Vanessa con respecto a Steph era verdad, días después Steph es arrestada, después de recibir un tratamiento Steph se da cuenta de lo que hizo y cuando Toadie la visita le pide que le diga a Lucas y a Vanessa que lamentaba todo lo que había pasado, después de que Steph sea sentenciada Vanessa le dice que no quiere verla cerca de su familia nunca más.
El 2 de octubre de 2015 Steph regresó a Erinsborough para aplicar por un trabajo en el garaje.
El 7 de junio del 2018 Steph decidió irse de Erinsborough y mudarse junto a su hijo Adam a Sídney, para estar más cerca de su otro hijo Charlie.